# ضمور شحمي
الضمور الشحمي (بالإنجليزية: Lipoatrophy)‏ هو مصطلح يستخدم للتعبير عن فقدان موضعي للنسيج الدهني. قد يحدث هذا الضمور بسبب حقن تحت الجلد للإنسولين في علاج السكري أو حقن هرمون النمو أو حقن أسيتات الغلاتيرامر (كوباكسون) المستخدم في علاج التصلب المتعدد بسبب أثر الحقن الموضعي.
يحدث الضمور الشحمي في حالة الحثل الشحمي المرتبط بفيروس العوز المناعي البشري بسبب تفاعلات دوائية ضائرة لمضادات الفيروسات القهقرية.
يستخدم مصطلح الحثل الشحمي للتعبير عن فقدان أو تضرر الشحوم في كل الجسم.